# Pulkovo Airlines
Pulkovo Airlines (russisch Авиапредприятие Пулково) war bis zu ihrer Übernahme durch die Fluggesellschaft Rossija eine in Sankt Petersburg beheimatete russische Fluggesellschaft. Sie gehörte zum Unternehmen Pulkovo Aviation Enterprise, das auch den Flughafen Pulkowo betrieben hat. Im Oktober 2006 wurde die Gesellschaft in zwei eigenständige Gesellschaften getrennt. Beide sind nach einem Vorort der Stadt Sankt Petersburg benannt, neben dem der Flughafen liegt.

## Geschichte
Pulkovo Airlines bezeichnete sich als älteste Fluggesellschaft Russlands, obwohl sie erst 1992 gegründet wurde und bis dahin nur eine am 24. Juni 1932 gegründete Abteilung der Aeroflot war. Vorgänger der heutigen Gesellschaft war somit das Leningrader Direktorat der sowjetischen Aeroflot.
Auch nach Ende der Sowjetunion trugen die Flugzeuge zunächst weiter den Aeroflot-Schriftzug, auch wenn 1992 der Pulkovo Aviation-Konzern gegründet wurde, der sämtliche Flugzeuge der Division übernahm. Im Jahr 1996 wurde die Firmierung in Pulkovo Aviation Enterprise geändert. Erst 1997 erhielten die Flugzeuge dann eine eigene Farbgebung. Viele unrentable Strecken wurden eingestellt. Mit neuen Routen wurden vor allem das westliche Ausland und Israel angeflogen.
Im Jahr 2001 trat Pulkovo der IATA bei. Bis heute bestehen enge Verbindungen mit der Aeroflot. Im Juni 2006 schloss Pulkovo eine Codesharing-Vereinbarung mit Aeroflot, über das gemeinsame Betreiben verschiedener Europaflüge von Sankt Petersburg aus, ab. Die Gesellschaft beschäftigt etwa 1600 Angestellte.
Am 27. Oktober 2006 wurde die schon seit 2003 angestrebte Fusion von Pulkovo Airlines mit der Fluggesellschaft Rossija offiziell vollzogen, wobei die hierbei neu entstandene Fluggesellschaft die Bezeichnung Rossija trägt. Die Flotte der Rossija wurde zuvor bereits von Pulkovo operativ gemanagt. Mit dem Inkrafttreten des Winterflugplans am 29. Oktober 2006 wird Pulkowo nur noch als Bezeichnung des Flughafens weitergeführt, während das Fluggeschäft unter dem neuen Namen Rossija betrieben wird.
Die Fusion soll vor allem von der Regierung, die sich die direkte Kontrolle über die zweitgrößte russische Fluggesellschaft erhoffen soll (siehe hierzu auch: Rossija), initiiert worden sein. Eine weitere Motivation für die Fusion soll der internationale Druck auf Sankt Petersburg und Russland sein, den Betreiber des Flughafens und den Betreiber der diesen Flughafen beherrschenden Fluglinie juristisch zu trennen.
Für Aufmerksamkeit sorgte in der Branche die Nachricht, dass die (staatliche) Sankt Petersburger Aussenhandelsbank WTB die Finanzierung (Leasing) von bis zu 16 Airbus A320-200 für die neue Pulkovo/Rossija-Gruppe übernommen hat. Die Flugzeuge sollen nach vollzogener Fusion übergeben werden, wobei noch unklar ist, welche der beiden Marken sie tragen werden. Gleichzeitig wurde bekannt, dass die WTB 4,8 % der Anteile an der Airbus-Muttergesellschaft EADS übernommen hat.
Es kommt inzwischen auch zu einer engen Zusammenarbeit mit nicht-russischen Fluggesellschaften. Im Juni 2006 wurden Codesharing-Vereinbarungen mit der polnischen Staatslinie LOT für die Strecke Kaliningrad-Warschau und mit der Billigfluglinie Norwegian auf der Strecke Sankt Petersburg-Oslo unterzeichnet.
Ende September 2006 tauchten Berichte auf, das Pulkovo auf die „Schwarze Liste“ der Airlines kommen würde, denen wegen Sicherheitsproblemen der Einflug verboten ist. Doch nachdem die beanstandeten Sicherheitsmängel beseitigt worden waren, wurde dieser Schritt Anfang Oktober desselben Jahres zurückgenommen.
Laut Aussage von EU-Verkehrskommissar Jacques Barrot will seine Behörde diese Fluglinie allerdings genauer beobachten.

## Ziele
Im Jahr 2003 flog die Gesellschaft zu 34 Zielen in 23 Ländern (vor allem Westeuropas), und zu 12 Städten innerhalb der Gemeinschaft unabhängiger Staaten. Sie beförderte etwa 2,4 Millionen Passagiere (2003), ungefähr zwei Drittel davon auf Auslandsflügen.

## Flotte

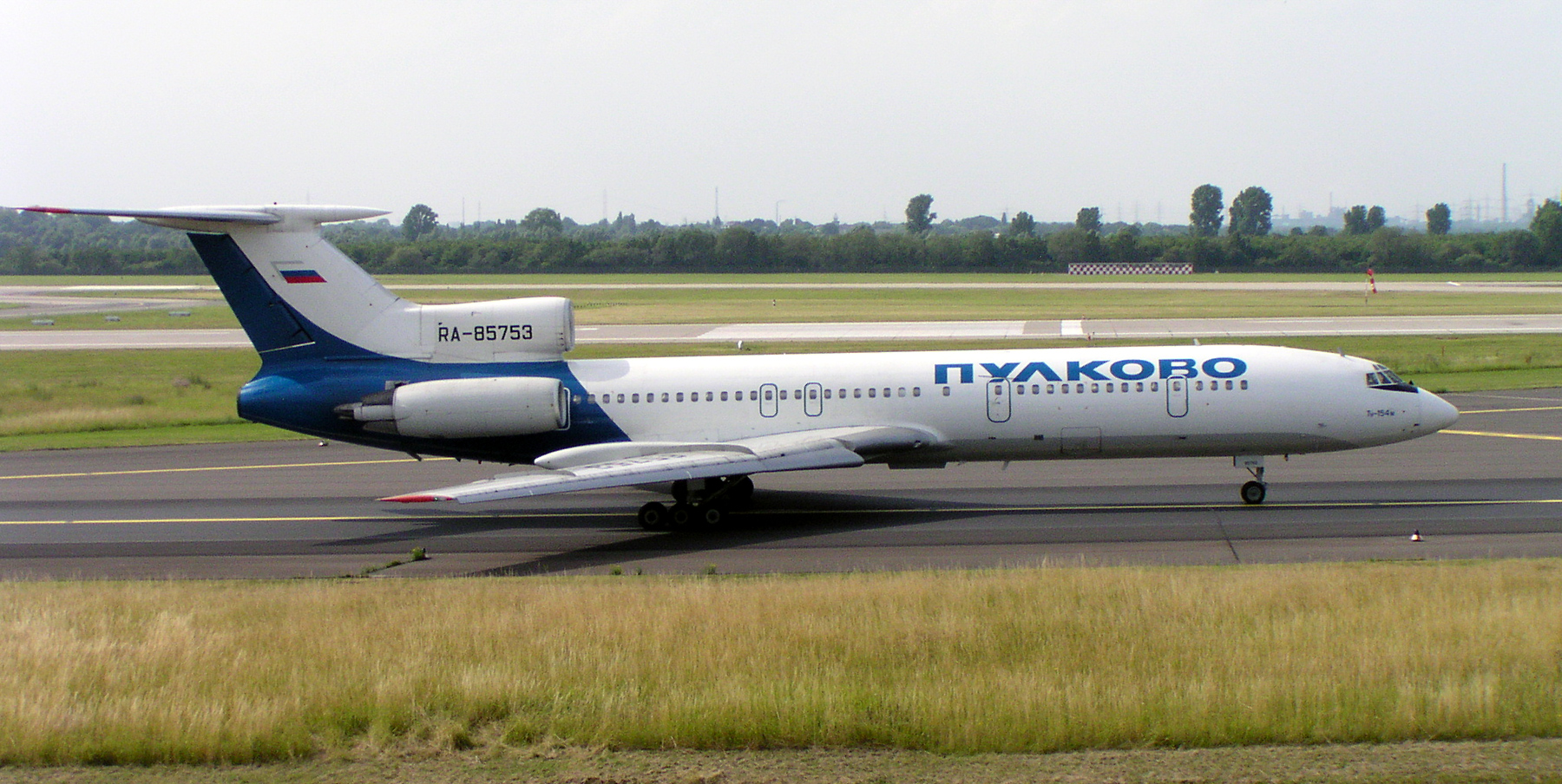
Tupolev Tu-154 der Pulkovo Airlines am Flughafen Düsseldorf

(Stand: Juli 2006)
- 5 Boeing 737-500
- 7 Iljuschin Il-86
- 11 Tupolew Tu-134A-3
- 7 Tupolew Tu-154B-2
- 19 Tupolew Tu-154M

## Zwischenfälle
- Am 24. Februar 1994 stürzte eine Antonow An-12BP der Pulkovo Airlines (Luftfahrzeugkennzeichen RA-11118) im Landeanflug auf den Flughafen Naltschik ab, wobei alle 13 Insassen ums Leben kamen. Der Unfall wurde auf eine unentdeckte Vereisung des Höhenleitwerks zurückgeführt, die nach dem Ausfahren der Landeklappen in die Endstellung zum Kontrollverlust führte (siehe auch Pulkovo-Airlines-Flug 9045).[2]

- Am 28. Juli 2002 stürzte eine nur mit einer Crew besetzte Iljuschin Il-86 (RA-86060) kurz nach dem Start vom Flughafen Moskau-Scheremetjewo ab. Von den 16 Insassen kamen hierbei 14 ums Leben (siehe auch Pulkovo-Airlines-Flug 9560).[3]

- Am 22. August 2006 wurden beim Absturz einer Tupolew Tu-154M (RA-85185) der Pulkovo Airlines auf dem Flug von Anapa nach St. Petersburg in der Nähe von Donezk in der Ostukraine 160 Passagiere und 10 Besatzungsmitglieder getötet. Ursache dafür war ein Pilotenfehler: Beim Versuch, ein Gewitter zu überfliegen, welches dafür eine zu große Maximalhöhe erreichte, kam es zum Strömungsabriss, worauf die Maschine ins Trudeln geriet (siehe auch Pulkovo-Airlines-Flug 612).